# Первые марки Маврикия
«Розовый Маврикий» (или «Оранжевый Маврикий») и «Голубой Маврикий» — филателистическое название первых стандартных марок Маврикия, выпущенных 20 сентября 1847 года. Являются одними из самых редких и ценных почтовых марок в мире (раритетами).

## Описание
На марках изображён профиль королевы Виктории (1819—1901). Номиналы: 1 пенни — марка красного (оранжевого) цвета и 2 пенса — марка синего цвета. Автор клише — Джозеф Осмонд Барнард (англ. Joseph Osmond Barnard). С левой стороны на марках ошибочный текст: «Post Office» («Почтовое отделение»), вместо «Post Paid» («Почтовый сбор оплачен»). Тираж — 1500 экземпляров каждого номинала.

## История
В 1846 году вышел указ губернатора Британского Маврикия Уильяма Гомма за № 13 о перевозке и оплате почтовых отправлений. В статье 9 этого указа, в частности, говорилось, что каждое письмо, газета и посылка любого вида, отправленное в колонии и подчинённых ей территориях, снабжённое маркой или марками, выпущенными правительством, отвечающими по своей номинальной стоимости тарифу и не использованными ранее, пересылаются по почте без оплаты почтового сбора. Были установлены и тарифы: один пенни за унцию веса, а письмо в пределах колонии — 2 пенса за пол-унции. Стоимость письма за пределы колонии была такой же, если оно посылалось из Порт-Луи, и увеличивалась вдвое при отправке из других мест.
Поскольку марки из Англии не поступали, было решено изготовить их самостоятельно. Печатную форму, содержавшую клише марок в один и два пенса, сделал местный гравёр Джозеф О. Барнард. Печатали поочерёдно то с одного, то с другого клише.
Большую часть марок использовала супруга губернатора Элизабет Гомм для рассылки приглашений на устраиваемый ею бал. С 15 июля 1847 года в колонии вводился запрет на использование французского языка в суде. 14 июля, возвращаясь с приёма местной масонской ложи, супруга губернатора была окружена возмущённой толпой, бурно требовавшей отмены этого решения. Для разгона толпы вызвали солдат. Чтобы загладить этот инцидент и восстановить отношения с франко-маврикийцами, на 30 сентября назначили костюмированный бал в резиденции губернатора. Приглашения, на которые предварительно наклеили новые марки, разослали 21 сентября 1847 года.

## Филателистическая ценность
Сохранившиеся марки, в основном, находятся в частных коллекциях, однако экземпляры выставлены на публичное обозрение в Британской библиотеке в Лондоне, включая конверт с наклеенной маркой с приглашением на упоминавшийся бал губернатора Маврикия. Одну из чистых двухпенсовых марок приобрёл в 1904 году на аукционе принц Уэльский, будущий король Георг V, за огромную по тем временам сумму 1450 фунтов стерлингов. «Голубой Маврикий» был в коллекции у командира знаменитого крейсера «Варяг» Всеволода Руднева.
В 1993 году на аукционе в Цюрихе консорциум маврикийских бизнесменов приобрёл две чистые марки 1847 года обоих достоинств. Они были возвращены на остров и экспонируются теперь в Музее Голубого Маврикия, открытом в Порт-Луи в 2001 году.
Две марки также экспонируются в Берлинском музее коммуникаций. В 1995 году одну из марок «Голубой Маврикий» приобрёл на аукционе Нидерландский почтовый музей (ныне Музей связи в Гааге).
В филателистическом мире известность получило «бордоское письмо» — уникальный конверт с гашёными «голубым» и «розовым» Маврикиями, который был назван фр. «la pièce de résistance de toute la philatélie» («величайшей вещью во всей филателии»). Конверт был продан на аукционе в Цюрихе 3 ноября 1993 года за 5,75 млн швейцарских франков (включая 15 % покупательский бонус), что составляло около 4 млн долларов США — самая высокая цена, когда-либо уплаченная за один филателистический предмет до этого времени.
«Маврикии» являются самыми дорогими почтовыми марками мира: стоимость одного экземпляра, по некоторым сведениям, достигает на аукционах 15 миллионов долларов и даже более.
Ценность этих марок основана на двух составляющих: они были первыми марками Британской империи, выпущенными вне метрополии, а их первоначальный выпуск содержал ошибку. Таким образом, они ещё более ценны и редки, чем если бы они были эмитированы правильно.

## Возникновение надписи
«Неправильностью» марок стала надпись «англ. Post Office» («Почтовое отделение»), вместо правильного «Post Paid» («Почтовый сбор оплачен»), напечатанная с левой стороны рисунка марок. Последующие выпуски имели правильную надпись «Post Paid», и любая существующая марка оригинального выпуска может быть легко определена и аутентифицирована. Существует легенда, объясняющая происхождение этой ошибочной надписи.

### Традиционная легенда
Традиционная история возникновения ошибочной надписи приводится во многих книгах, посвящённых филателии, начиная с опубликованного в 1878 году справочника «Марки острова Маврикий» (фр. «Les timbres de l’ile Maurice»), написанной Жаном-Батистом Моэнсом, упоминалась также в изданиях 1920-х и 1930-х годов, таких как «Легендарные марки» (англ. «Fabulous stamps») Джона Никлина (John Nicklin), написанной в 1939 году, или в книге «Почтовые марки острова Маврикий» (фр. «Les Timbres-Post de l'Île Maurice»), написанной Жоржем Брюнелем (Georges Brunel) в 1928 году.
Согласно этой истории, Джозеф Барнард, часовщик и создатель печатной формы, был пожилым, слабовидящим и рассеянным человеком — и он просто-напросто забыл, какую надпись следует сделать на марках. Он отправился из своей мастерской к почтмейстеру, мистеру Браунриггу, и, проходя мимо здания почты, бросил взгляд на него. Это дало толчок его памяти, и он вернулся в мастерскую заканчивать работу над клише, однако вместо «англ. Post Paid» он выгравировал «Post Office».

### Критика легенды
Это довольно занимательная история, однако более серьёзные исследователи, такие как Питер Ибботсон в своей работе «Миф о Барнарде» (The Barnard myth) и Гарольд Адольф и Раймон д’Юньенвилль в статье «Жизнь и смерть Джозефа Осмонда Барнарда» (The life and death of Joseph Osmond Barnard), показывают, что это всего лишь легенда.
По мнению Адольфа и д’Юньенвилля, «более вероятно, что Барнард использовал Post Office, поскольку именно это название было и остаётся юридическим обозначением соответствующего государственного ведомства». Клише были одобрены, и марки отпечатаны без лишних слов.
Джозеф Барнард был англичанином еврейского происхождения, родом из Портсмута. Он прибыл на Маврикий в 1838 году зайцем и был ссажен на берег с борта коммерческого судна, направлявшегося в Сидней. Он не был часовщиком, хотя, возможно, и занимался ремонтом часов, не был полуслепым и уж явно не был стариком — он родился в 1816 году, так что к моменту выпуска марок в 1847 году ему был всего 31 год.

## Книги и исследования
Изучение и описание раритетных марок Маврикия можно встретить в целом ряде источников филателистической литературы, например, в следующих изданиях:
- Kanai H. Classic Mauritius: The Locally Printed Postage Stamps, 1847—59. — London: Stanley Gibbons, 1981. — ISBN 0-85259-251-5. (англ.) [Иллюстрированный труд о знаменитой коллекции Маврикия автора, включая фотографии реконструированных в ходе платинга печатных пластин, почтовые штемпели и историю почты.]
- Mauritius: Classic Postage Stamps and Postal History, Including the Entire Collection Formed by Hiroyuki Kanai, R. D. P., F. R. P. S. L. November 3, 1993, Zürich, Hotel International: illustrated auction catalog. — Geneva, Switzerland: David Feldman SA, 1993. — 204 p. — ISBN 0-89192-436-1. (англ.) (Дата обращения: 20 мая 2017) Архивировано 4 марта 2016 года. [Иллюстрированный аукционный каталог Д. Фельдмана, включая коллекцию Х. Канаи, с дополнением («Supplement»), где приводятся подробные сведения о платинге (позициях на печатных пластинах) выпусков «Post Paid» и «Лапиро» в различных положениях. Аукцион состоялся 3 ноября 1993 года в отеле Hotel International[англ.] в Цюрихе.]

В 2006 году вышла книга «Голубой Маврикий» («Blue Mauritius»), принадлежащая перу Хелен Морган. Это подробное исследование о «Голубом Маврикии» с описанием социально-экономических факторов, повлиявших и на современную почтовую систему Маврикия:
- Morgan H. Blue Mauritius: The Hunt for the World’s Most Valuable Stamps. — London, 2006. — xii + 320 p. — ISBN 978-1-59020-077-3. (англ.) (Дата обращения: 17 ноября 2007) Архивировано 23 июля 2015 года.